# Valentina Crețoiu
Valentina Crețoiu (n. 12 martie 1909, București, România – d. 4 august 2003, Breaza, Prahova, România) a fost o soprană română de reputație internațională.

## Biografie
Și-a petrecut copilăria la Fălticeni, în orașul în care tatăl său era directorul Băncii Naționale. La 15 ani, s-a înscris la Conservatorul din Cernăuți, la clasele de solfegii și pian, cu pianistul Tit Tarnovschi și prof. de teorie muzicală Al. I. Zirra, cel care avea să-i descopere vocea, astfel încât a urmat și cursurile de canto. După un an și-a continuat studiile de canto la București după care s-a perfecționat la Viena și Berlin.

## Cariera
A fost solistă a Operei Române din București, debutând la 20 de ani și cântând pe această scenă peste 4 decenii. A avut o voce de soprană lirico-dramatică, iar repertoriul a fost deosebit de vast, incluzând opere românești, germane, italiene, franceze, ruse, din perioada barocă până la contemporani. A cântat, de asemenea, lied și muzică vocal-simfonică, dar și operetă. A realizat un număr mare de înregistrări radiofonice. A întreprins turnee în Germania, Austria, Cehoslovacia, Bulgaria și Polonia. 
A fost și o actriță înzestrată, creând personaje de neuitat în operele pe care le-a interpretat. 
A predat canto, în particular, printre elevele sale figurând Ioana Nicola, Silly Popescu, Ioana Bentoiu, Rodica Bujor etc.
La 20 iunie 1961 un grup de artiști de la Opera din București, între care un celebru trio de voci de aur, Șerban Tassian, Valentina Crețoiu și Dinu Bădescu, au fost arestați, anchetați sever timp de șapte luni în beciurile Securității și condamnați apoi la ani îndelungați de inactivitate, într-un proces calificat de Raportul Final al Comisiei prezidențiale pentru analiza dictaturii comuniste din România (15 decembrie 2006) drept „sinistru” pentru o vină denumită „huliganism politic”. După șapte luni (22 ianuarie 1962), artiștii au fost brusc grațiați, dar la „sinistra” judecată, în care procurorul a cerut 12 ani de închisoare, s-a adăugat un al doilea așa-numit „proces public” (în martie 1962 - o ședință publică ținută la Opera română) în care cunoscuții soliști au fost înfierați și umiliți de colegii lor „Țelul urmărit era ca prin aceste spectacole publice să fie intimidată intelectualitatea”.
A fost căsătorită cu baritonul Șerban Tassian.

## Distincții
- titlul de Artist Emerit al Republicii Populare Romîne (26 august 1954) „pentru merite excepționale în domeniul dezvoltării artei”[9]
- Cavaler al Ordinului Național „Steaua României” (2003).[10]